# Serguéi Guniashev
Serguéi Guniashev –en ruso, Сергей Гуняшев– (1965–2002) fue un deportista soviético que compitió en halterofilia. Ganó una medalla de bronce en el Campeonato Europeo de Halterofilia de 1991, en la categoría de +110 kg.

## Palmarés internacional
| Campeonato Europeo | Campeonato Europeo     | Campeonato Europeo | Campeonato Europeo |
| Año                | Lugar                  | Medalla            | Categoría          |
| ------------------ | ---------------------- | ------------------ | ------------------ |
| 1991               | Władysławowo (Polonia) | Medalla de bronce  | +110 kg            |